# ويليام إيكن
ويليام إيكن (بالإنجليزية: William Aiken)‏ هو شخصية أعمال أمريكي، ولد في 1779، وتوفي في 5 مايو 1831.